# 卡洛爾頓 (印地安納州卡洛爾縣)
卡洛爾頓（英語：Carrollton）是位於美國印地安納州卡洛爾縣的一個非建制地區。該地的面積和人口皆未知。

## 地理
卡洛爾頓的座標為40°31′04″N 86°23′31″W / 40.51778°N 86.39194°W，而該地的平均海拔高度為238米（即781英尺）。